# Stazione di Montefredane
La stazione di Montefredane è una fermata ferroviaria senza traffico posta sulla linea Benevento-Avellino. Serviva il centro abitato di Montefredane.

## Storia
La fermata di Montefredane, situata nei pressi della frazione Arcella, venne attivata nel 1948. Ebbe sempre rilevanza locale. Dopo il terremoto del 1980 il fabbricato viaggiatori fu sostituito con quello tuttora visibile e divenne impresenziata, finendo per essere soppressa nel 1999.
Dal 12 dicembre 2021 la linea è autosostituita per lavori di elettrificazione in corso.

## Strutture e impianti
La fermata, situata nei pressi di un passaggio a livello, aveva un semplice fabbricato viaggiatori ad un piano tuttora visibile ed un singolo binario passante dotato di banchina per il servizio passeggeri.